# عودة جسدي
أنشِئ مشروع عودة جسدي في لندن من قبل بافان أمارا، في أغسطس 2014. وكان الهدف في البداية أن يكون موقعًا إلكترونيًا وشبكة دعم للناجين من الاعتداء الجنسي، وقد وسع نطاقه ليشمل عيادة للصحة الجنسية أولًا، ثم مشاريع أخرى، مثل: عيادة الأمومة، ومشروع تصوير، وورش عمل متنوعة.

## المؤسسة
بعد أن نجت من الاعتداء الجنسي في سن المراهقة، أدركت بافان أمارا -وهي في العشرينات من عمرها- أنها تواجه مشكلة في الوصول إلى الرعاية الصحية، وعندما تحدثت إلى نساء أخريات أدركت أن العديد من الناس يعانون من مشكلات ناتجة عن الصدمة. لذلك قررت إنشاء مشروع عودة جسدي في أغسطس 2014. كانت تعتزم توفير موقع ويب يمكن أن يكون مفيدًا للناجيات من الاعتداء الجنسي، وأيضًا شبكة دعم. وأرادت أيضًا أن تساعد الأطباء المتخصصين على مساعدة الناجين بنحو أفضل. أصبحت عودة جسدي مجموعة تقدم الرعاية الصحية، وكذلك مجموعات دعم الجنس والعلاقات التي تستهدف -خاصةً- النساء والمتحولين جنسيًا، الذين نجوا من الاعتداء الجنسي إنها منظمة غير ربحية. وقد أرادت أمارا توفير الموارد المادية والعملية.

## عيادة
بعد عام واحد، أنشأ المشروع عيادة مخصصة للناجين من الاعتداء الجنسي. كانت الأولى من نوعها في العالم. جرى تمويل العيادة من قبل الخدمة الصحية الوطنية (NHS)، وتقع في مستشفى سانت بارثولوميو في لندن. قدمت العيادة اختبارات للأمراض المنقولة جنسيًا، وفحص عنق الرحم، ونصائح لتحديد النسل.
افتتحت العيادة فرعًا لها في جلاسكو في عام 2018، وموِّل المشروع من قبل الحكومة الاسكتلندية. كان من المقرر أن يديره أطباء، وممرضات، ومستشارون، وإداريون، ومتطوعون من هيئة الخدمات الصحية الوطنية في اسكتلندا، ممن جرى تدريبهم من قبل أعضاء عيادة لندن.

## عيادة الولادة
بعد أن سمعت من النساء أنهن يرغبن في إنشاء عيادة أمومة حصريًا للناجيات من الاعتداء الجنسي، أنشأت عودة جسدي أول عيادة من هذا النوع في المملكة المتحدة في عام 2016 مع بارتس الصحة NHS الثقة، وجرى تأسيسه في مستشفى لندن الملكي. وعلقت أمارا قائلة: «أخبرني عدد من النساء مدى شعورهن بالعزلة خلال فترة الحمل والولادة، وكيف دفعهن ذلك إلى تذكر تجربتهن في التعرض للاغتصاب».
يمكن للنساء في العيادة حضور فصول ما قبل الولادة، وإجراء فحوصات أمراض النساء، وتلقي الدعم النفسي من الموظفين المدربين، مثل: القابلات، وأطباء الأطفال، وعلماء النفس. كان بإمكان المستخدمين أيضًا الوصول إلى مجموعات الاختبار الذاتي لتجنب لمسهم. كان هذا مفيدًا لأنه أحيانًا توضع النساء اللائي يُفحصن -دون قصد- في مواقف أو أوضاع أدت إلى صدمة الاعتداء. تدير أمارا العيادة جنبًا إلى جنب مع طبيب النساء والتوليد الدكتور ريحان خان، والقابلة الاستشارية إنديرجيت كاور. حول موضوع لماذا لم يقم أحد بإنشاء مثل هذه العيادة من قبل، علقت أمارا «لا أعتقد حقًا أن هذا خطأ العاملين الصحيين، لأن الجميع ساعدوني على القيام بذلك بنحو رائع».

## مشاريع أخرى
بدأت عودة جسدي مشروعًا للتصوير الفوتوغرافي مع المصور رانكين في عام 2016، وركز على مساعدة النساء على التعافي من الاعتداء الجنسي.  التقطت رانكين لقطات مقرّبة جدًا للوشم المؤقت على جلد المرأة، التي أعطت رسائل القوة والتضامن، مثل «لا أحد يستحق جسدي سواي». وعلقت رانكين قائلة: «لقد تأثرت حقًا بهذا المشروع، وقررت المشاركة. القوة المطلقة لهؤلاء النساء، بعد ما مررن به، تركتني عاجزة عن الكلام».
كانت ملاحظات الحب مشروعًا يكتب فيه الأشخاص رسائل مجهولة المصدر للناجين من الاعتداء الجنسي، التي تُوزع بعد ذلك بوساطة أزمة الاغتصاب في إنجلترا وويلز. دعت العمارة طلابًا من 20 جامعة للمشاركة في المشروع. مشروع آخر هو مقهى V، وهو اجتماع صباحي عادي يوم السبت في متجر للجنس في شورديتش، شرق لندن، حيث يمكن للمرأة مناقشة كيفية الاستمتاع بالجماع مرة أخرى بعد التعرض للاغتصاب، وكان المقهى شاملًا.
قائمة البظر هي مصدر إباحي للناجين من الاعتداء الجنسي. يهدف إلى تقديم مراجعات مفصلة للأفلام الإباحية، حتى يمكن للناس أن يقرروا؛ هل يريدون مشاهدتها أم لا؟.